# Alena Kartáková
Alena Marie Kartáková (* 28. října 1947 Košťany u Teplic) je česká sochařka.

## Život
Alena Marie Kartáková pracovala od roku 1974 na vlastní umělecké tvorbě. S manželem, malířem a sochařem Pavlem Kartákem spolupracovala od roku 1999. Představila 69 samostatných výstav, převážně tematických. Její prezentace byla vidět na 71 kolektivních výstavách doma i v zahraničí. Pravidelně navštěvovala mezinárodní sympozium „Tradice a možnosti“ – malba kobaltem, pořádaných Českým porcelánem v Dubí u Teplic a to od roku 2001. Pravidelně pořádala autorské výstavy a to od roku 1997, například v Regionálním muzeu v Teplicích.

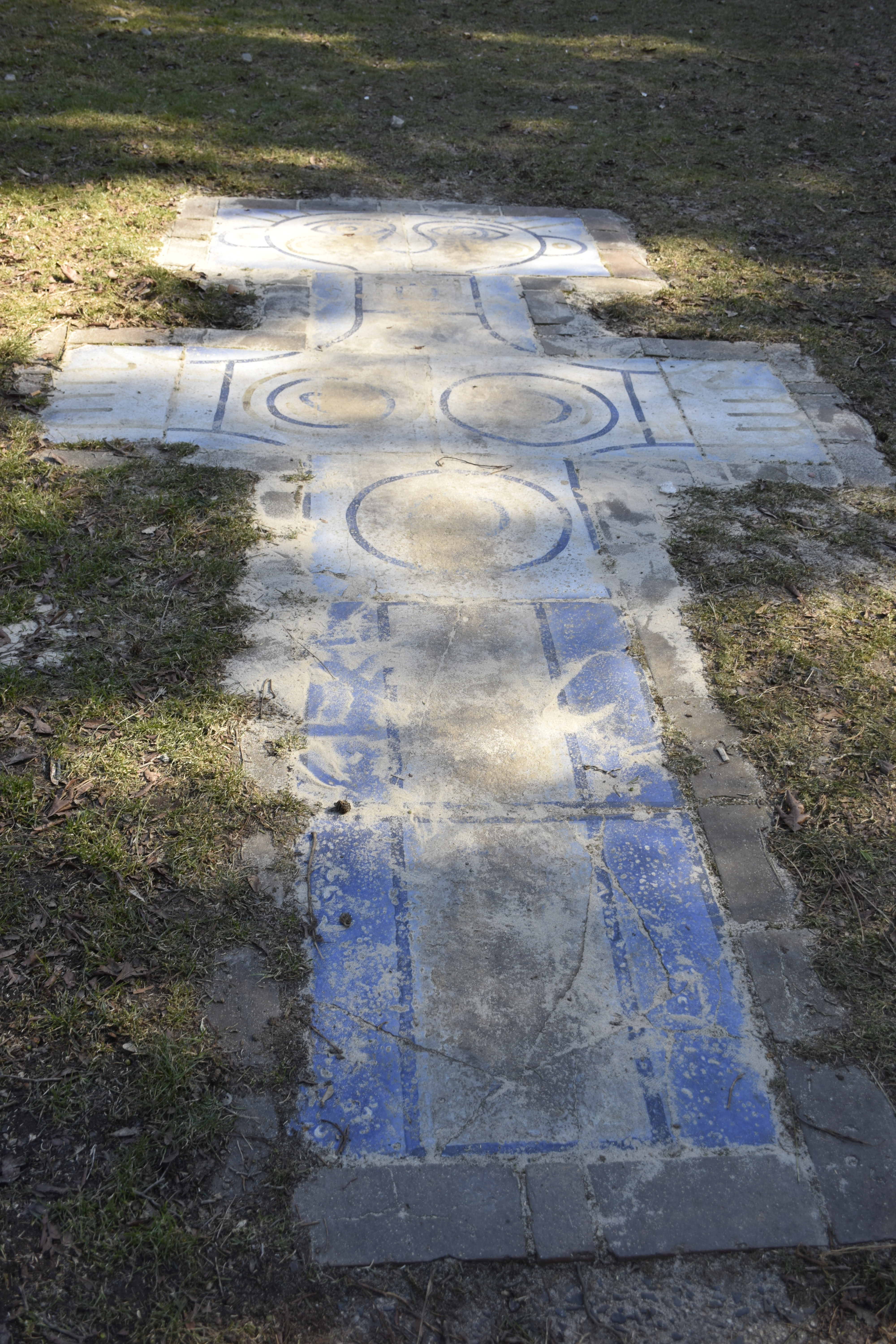
Skákací panák, 1983, keramika, park na Severní Terase v Ústí nad Labem

Ve veřejném prostoru je autorkou Keramického sloupu v Teplické ulici v Děčně, který vznikl v roce 1984.